# Andrea Di Castro
Andrea Di Castro (Roma, 8 de julio de 1953) es un fotógrafo, escritor y cineasta de origen italiano que desde 1966 radica en México. Fue iniciador del Centro Multimedia en el Centro Nacional de las Artes del CENART.

## Biografía
Andrea Vicenzo Mario Di Castro Stringher nació en Roma, Italia el 8 de julio de 1953 y desde 1966 radica en la Ciudad de México.  Di Castro realizó estudios de fotografía, cine y video en 1970 y de ingeniería electromecánica en la Facultad de Ingeniería de la Universidad Nacional Autónoma de México (UNAM) de 1972 a 1977.  Desde sus años de estudiante incorporó la computadora en sus procesos creativos de video y fotografía.  En 1993 inició el proyecto de creación del Centro Multimedia en el Centro Nacional de las Artes el cual dirigió hasta marzo de 2001.  Di Castro es también fundador de "Imagia" empresa dedicada a la producción de vídeos y experimentación artística con nuevas tecnologías.  A partir del 2007 se inició como profesor de video y multimedia en la Escuela Nacional de Pintura, Escultura y Grabado "La Esmeralda".   En el año 2005 se convierte en miembro del Sistema Nacional de Creadores de Arte.

## Trayectoria
En 1994 la correlación entre el arte y la tecnología le resulta más excepcional insertándose en el terreno de lo novedoso. Es en este momento cuando se crea el Centro Multimedia fundado por Andrea Di Castro, el cual era un espacio dedicado a la investigación y experimentación del vínculo generado por el arte y las prácticas artístico-culturales, dirigido a la educación, promoción, investigación y exhibición de proyectos electrónico-artísticos. Su propósito era desmitificar la tecnología  mostrando su importancia en la forma en cómo se utiliza. 
Con la creación de este espacio  se llenaban dos carencias en el contexto nacional: uno era la experimentación y reflexión de la tecnología en el terreno artístico, por el otro lado se abordaba la exploración en lo didáctico para ingresarlo en la enseñanza y la conservación. 
El Centro Multimedia estaba dividido en cinco talleres los cuales eran audio, gráfica digital, sistemas interactivos, imágenes en movimiento y realidad virtual, a los que después se agregó el Departamento de Publicaciones Electrónicas, el espíritu del centro estuvo marcado por la innovación tecnológica, por la fascinación de poder experimentar con la tecnología.  
En 2007 inicia como profesor de vídeo y multimedia en la Escuela Nacional de Pintura, Escultura y Grabado “La Esmeralda”. Los cursos que impartía dentro de esta escuela eran parte de las áreas de Desarrollo de Proyecto en 4.º semestre y Optativas en 4.º y 6.º semestre.

## Obra Artística
En 1993 comienza el proyecto de Centro Multimedia con el objetivo de poder emplear las nuevas tecnologías a la creación y educación artística. 
En 1997 crea el proyecto llamado “Gráfica global” en el cual el objetivo es crear una capa de dibujos virtuales alrededor de la tierra.  Dichos dibujos se obtienen al seguir el desplazamiento del artista por mar, tierra o aéreo, su movimiento se convierte en trazos utilizando a la naturaleza como soporte. Con el manejo de tecnologías como redes celulares, GPS, fotografía, video y audio se realizan una serie de dibujos virtuales cuyo tamaño se mide en decenas e inclusive centenas de kilómetros. Las principales herramientas que se utilizaron para esta obra fueron la fotografía, el vídeo, el GPS, la electrónica, registros sonoros y datos meteorológicos. Este proyecto ha sido expuesto como parte de otros proyectos que involucraron alguna etapa de esta indagación, algunos de ellos son "Las Líneas del Tiempo, Trazos en Coahuila", N 26º39' W  103º 44' , serie de TV "Las Líneas del Tiempo", etc.
Para su conjunto de obras llamado El Paisaje es un Texto sin Fin, Di Castro utilizó diversas tecnologías audiovisuales, de cómputo y de telecomunicaciones para construir un discurso expresivo. Las principales herramientas que se utilizaron fueron la fotografía, el vídeo, el GPS, la electrónica, registros sonoros y datos meteorológicos.

## Acerca del vídeo
Dentro del libro (Ready) Media: Hacia una arqueología de los medios y la invención en México (2012), Andrea Di Castro tiene un capítulo llamado ‹‹El vídeo en su nueva era: La obsolescencia de las artes electrónicas/conservación››, dónde expresa su admiración por el constante cambio de la tecnología del vídeo. En este señala principalmente el cambio que han tenido los formatos en los que se graba video y el modo en el que ahora se produce un proyecto audiovisual, pues menciona que ahora es más fácil que cualquiera desde la comodidad de su hogar sea creador de vídeo.
| Año     | Título                                        | Tipo          | Director | Escritor | Productor | Edición |
| ------- | --------------------------------------------- | ------------- | -------- | -------- | --------- | ------- |
| 2003    | Las líneas del tiempo – trazos en Coahuila    |               |          |          |           |         |
| 2002    | Gráfica Monumental                            |               |          |          |           |         |
| 2001    | Fragmentos de ciudad                          |               |          |          |           |         |
| 2000    | Un ensayo en Nueva York                       |               |          |          |           |         |
| 1999    | Cuando el tacto toma la palabra               |               |          |          |           |         |
| 1997    | CD-ROM                                        |               |          |          |           |         |
| 1995    | Pantopone Rose                                |               | Sí       | Sí       |           | Sí      |
| 1993-95 | Conejo sostiene al mundo                      | Serie animada | Sí       |          |           |         |
| 1993    | Pasos                                         | Exposición    |          |          |           |         |
| 1992    | Ciclos lunares                                |               |          |          |           |         |
| 1991    | Videoimpulsos                                 |               |          |          | Sí        |         |
| 1990    | Pasos                                         |               |          | Sí       | Sí        |         |
| 1990    | Pasos por la ciudad                           |               | Sí       | Sí       |           |         |
| 1989    | Pasos por la ciudad                           | Instalación   |          |          |           |         |
| 1988    | Videoretratos                                 |               | Sí       |          |           |         |
| 1987    | Mex-Metr                                      |               | Sí       |          |           |         |
| 1987    | Encuentros del cuerpo en el espacio del vídeo |               | Sí       |          |           |         |
| 1983    | La otra cara de Muybridge                     |               |          |          |           |         |
| 1979    | Videoevento Cuerpo-Idea                       |               |          |          |           |         |
| 1977    | La cáscara del deseo                          | Largometraje  |          |          |           |         |

| Año       | Título | Programas | Duración       | Cargo                                   |
| --------- | --- | --------- | -------------- | --------------------------------------- |
| 2005-2006 | Las líneas del tiempo | 13        |                | Creación y dirección                    |
| 2002      | DIA-Desarrollo de Inteligencias a través del arte | 16        |                |                                         |
| 2002      | Diplomado | 14        | 50 minutos c/u |                                         |
| 2001-     | Tratos y retratos |           |                |                                         |
| 2000      | Creadores eméritos | 2         |                | Producción, realización y posproducción |
| 1999-2000 | Orígenes y herencias | 4         |                | Posproducción                           |
| 1999      | Asterisco |           |                | Producción y posproducción              |
| 1999      | Programa nacional de fomento a la lectura | 12        | 1'30"          | Producción y realización                |
| 1991-1994 | Documentales para el Programa Nacional de Solidaridad. Animaciones para la UTE-SEP |           |                | Dirección                               |
| 1990      | Documentales: Los Niños de la Calle (UNICEF), La Salud Empieza en Casa (SSA), Parteras Tradicionales y Posadas de Nacimiento (SSA), Making Off de la película Pueblo de Madera (IMCINE), Educación Inicial (SEP). |           |                | Realización                             |
| 1986      | "Un abrazo completo" | 50        |                | Dirección y guion                       |
| 1985      | A ciencia cierta | 26        | 27 minutos     | Dirección                               |
| 1985      | Arte contemporáneo en México |           | 27 minutos     | Dirección y guion                       |
| 1983-1985 | Programas de televisión cultural en la UTEC (Unidad de Televisión Educativa y Cultural) de la SEP |           |                | Coordinación de posproducción           |
| 1984      | Historia de la fotografía en México |           | 27 minutos     | Dirección y guion                       |
| 1984      | Manuel Álvarez Bravo |           | 27 minutos     | Dirección y guion                       |
| 1984      | Fotografía en el siglo XIX |           | 13 minutos     | Dirección                               |
| 1984      | Remedios Varo |           | 13 minutos     | Dirección                               |